# Tatsunoko vs. Capcom: Cross Generation of Heroes
Tatsunoko vs. Capcom: Cross Generation of Heroes (タツノコ vs. Capcom: Cross Generation of Heroes ou apenas TvC), também conhecido como Tatsunoko vs. Capcom: Ultimate All-Stars nos Estados Unidos e Europa, é um jogo de vídeo game do gênero luta, lançado em 11 de dezembro de 2008 no Japão. Desenvolvido por Eighting Co., Ltd., com a colaboração do estúdio de animação gráfica Tatsunoko Production Co., Ltd. foi distribuído e publicado por Capcom Co. Ltd para as plataformas Arcade e Nintendo Wii.
O jogo segue a mesma linha de fusão (Crossover) de outras séries protagonizadas pela Capcom, como; X-Men vs. Street Fighter, Marvel vs. Capcom, e Capcom vs. SNK. Ao contrário dos Crossovers anteriores que praticamente são compostos por personagens de histórias em quadrinhos Marvel e jogos de outras companhias, como SNK Playmore, Tatsunoko vs. Capcom traz personagens de Animes pouco conhecidos no ocidente, mas muito famosos no Japão entre as décadas de 60 e 90, como Gatchaman, Casshan, Yatterman, Karas, The Genie Family, Ippatsuman, Hurricane Polymar, Tekkaman: The Space Knight e Golden Warrior Gold Lightan.
Capcom participa desta versão com personagens conhecidos de séries e jogos, como; Street Fighter, Darkstalkers, Megaman, Rival Schools e exclusivos para versão contra a Tatsunoko; Lost Planet, Dead Rising, Onimusha, Viewtiful Joe, Quiz Nanairo Dreams e Okami.
Tatsunoko vs. Capcom (TvC) foi anunciada numa edição da revista japonesa Famitsu, em 22 de maio de 2008. A revista acompanha todo o desenvolvimento do jogo e ao mesmo tempo publica-as até seu lançamento em 18 de setembro de 2008 no evento de arcades japonês Amusement Machine Show como beta testes, também ressalta o lançamento oficial para as plataformas Arcade e Nintendo Wii para dezembro do mesmo ano.
Curiosamente, o sistema de placa usada para o arcade Tatsunoko vs. Capcom, nada mais era que uma adaptação de hardware do Nintendo Wii. Isto facilitou aos desenvolvedores a conversão, sem qualquer perda, para plataforma Nintendo Wii.

## Diferenças regionais

### A exclusividade oriental
Capcom não pretendia lançar Tatsunoko vs. Capcom: Cross Generation of Heroes fora do japão, por 
questões envolvendo licenciamentos. No japão Tatsunoko production detém todos os direitos sobre os 
personagens de animes que produziu, enquanto no ocidente os personagens estão licenciados para 
várias empresas de entretenimentos, como Saban Entertainment, Inc., Urban 
Vision Entertainment, Inc., FUNimation Entertainment, Time Warner, Inc e outras. A divisão das licenças foi um grande empecilho para o lançamento 
de uma versão ocidental em 2008.
Em contrapartida, obteve grande sucesso em competições promovidas por grupos como EVO (Evolution 
Championship Series) e Tougeki, que resultou no surgimento de admiradores e uma grande legião de 
fãs, dentro e fora do japão. Em fóruns oficiais da capcom, centenas de comentários demonstravam o 
apoio a vinda de Tatsunoko vs. Capcom para o ocidente, também houve a criação de uma 
petição para firmar o apoio. Os resultados positivos levaram Capcom, mais a ajuda de Tatsunoko, a negociar com as empresas sobre as questões de licenciamento que envolve os personagens da Tatsunoko Production.

### A publicação no ocidente
Capcom fez mistério sobre dois jogos em sua programação para Electronic Entertainment Expo (E3) em 
junho de 2009, Os jogos da lista foram nomeados "Capcom Mystery Game #1 e Capcom Mystery Game #2". A revista Norte Americana Nintendo Power revelou duas semanas antes do evento E3 em Los Angeles, que o jogo de nome Capcom Mystery Game #1, tratava-se de Tatsunoko vs. Capcom possuindo o subtítulo Ultimate All-Stars e seria publicado nos Estados Unidos e Europa.
A confirmação veio no evento Electronic Entertainment Expo (E3) no dia 2 de junho de 2009, com a exibição de uma versão traduzida do jogo original japonês para o inglês com o subtítulo Ultimate All-Stars. Também o desenvolvedor do jogo Ryota Niitsuma explica, que as negociações sobre as licenças foram difíceis, passando por analise cada um dos personagens, onde apenas um não houve consenso; Hakushon Daimaou.
Capcom também anuncia mudanças para a versão ocidental, como novos cenários, músicas e mais 
personagens. Também a 
companhia abre espaço em sua comunidade para os fãs darem sugestões sobre o jogo, assim, ter uma base do que poderia ser adicionado ou retirado no jogo.
No dia 24 de setembro de 2009 no evento de jogos eletrônicos Tokyo Game Show (TGS), Capcom anuncia as datas de publicação de Tatsunoko vs. Capcom: Ultimate All-Stars para 
Estados Unidos, Europa e Japão, todas previstas para janeiro de 2010, além dos primeiros personagens 
oficiais; Frank West protagonista do jogo Dead Rising e Tekkaman Blade protagonista do anime de mesmo nome.
Capcom também anuncia dos cinco personagens previstos, outros dois personagens, que são divulgados em 13 de outubro de 2009 pela IGN; Zero (Megaman X) e Joe the Condor (Science Ninja team Gatchaman).

## Versões
Tasunoko vs. Capcom não é o primeiro jogo de vídeo game com participação de personagens da Tatsunoko Studio, antes da Capcom outra empresa já havia lançado um jogo de luta, mas usando somente os personagens dos animes, chamado de Tatsunoko Fight. Lançado em 5 de outubro de 2000 exclusivamente para plataforma PlayStation, foi desenvolvido pela empresa Takara Co., Ltd.
O jogo contém dezesseis personagens retirados dos animes Science Ninja Team Gatchaman, Neo-Human Casshern, Tekkaman: The Space Knight, Hurricane Polymar e Lightning Warrior Volter, uma série criada especialmente para este jogo. Tatsunoko Fight não foi lançado no ocidente, devido aos mesmos problemas enfrentados por Tatsunoko vs. Capcom: Cross Generation of Heroes, questões envolvendo licenciamentos.

## Personagens
As tabelas mostram todos os personagens oficiais de Tatsunoko vs. Capcom em suas respectivas versões 
e plataformas; Arcade e Nintendo Wii.

### Capcom
| Personagem      | Plataforma   | Origem                               | Versão TvC                 |
| --------------- | ------------ | ------------------------------------ | -------------------------- |
| Alex            | Arcade e Wii | Street Fighter III: New Generation   | Cross Generation of Heroes |
| Batsu Ichimonji | Arcade e Wii | Rival Schools: United By Fate        | Cross Generation of Heroes |
| Chun-Li         | Arcade e Wii | Street Fighter II: The World Warrior | Cross Generation of Heroes |
| Frank West      | Wii          | Dead Rising                          | Ultimate All-Stars         |
| Morrigan        | Arcade e Wii | Darkstalkers                         | Cross Generation of Heroes |
| PTX-40A         | Arcade e Wii | Lost Planet: Extreme Condition       | Cross Generation of Heroes |
| Megaman Volnutt | Arcade e Wii | Megaman Legends                      | Cross Generation of Heroes |
| Roll            | Arcade e Wii | Megaman Powered UP                   | Cross Generation of Heroes |
| Ryu             | Arcade e Wii | Street Fighter                       | Cross Generation of Heroes |
| Saki Omokane    | Arcade e Wii | Quiz Nanairo Dreams                  | Cross Generation of Heroes |
| Soki            | Arcade e Wii | Onimusha: Dawn of Dreams             | Cross Generation of Heroes |
| Viewtiful Joe   | Wii          | Viewtiful Joe                        | Cross Generation of Heroes |
| Yami            | Arcade e Wii | Okami                                | Cross Generation of Heroes |
| Zero            | Wii          | Megaman X                            | Ultimate All-Stars         |

Notas
- Yami é o chefe do jogo, ela não é selecionável.
- PTX-40A é um dos subchefes do jogo, ao selecioná-lo, não poderá escolher outro personagem como assistente.
- Morrigan é auxiliada por Lilith durante a execusão do Darkness Illusion.
- Viewtiful Joe é auxiliado por Sexy Silvia durante a execução do Six Cannon.
- Frank West é auxiliado por zumbis durante seus ataques

### Tatsunoko
| Personagem       | Plataforma   | Origem                           | Versão TvC                 |
| ---------------- | ------------ | -------------------------------- | -------------------------- |
| Casshern         | Arcade e Wii | Neo-Human Casshern               | Cross Generation of Heroes |
| Hakushon Daimaou | Wii          | The Genie Family                 | Cross Generation of Heroes |
| Doronjo          | Arcade e Wii | Yatterman                        | Cross Generation of Heroes |
| Gold Lightan     | Arcade e Wii | Golden Warrior Gold Lightan      | Cross Generation of Heroes |
| Ippatsuman       | Arcade e Wii | Gyakuten! Ippatsuman             | Cross Generation of Heroes |
| Joe the Condor   | Wii          | Science Ninja Team Gatchaman     | Ultimate All-Stars         |
| Jun the Swan     | Arcade e Wii | Science Ninja Team Gatchaman     | Cross Generation of Heroes |
| Karas            | Arcade e Wii | Karas                            | Cross Generation of Heroes |
| Ken the Eagle    | Arcade e Wii | Science Ninja Team Gatchaman     | Cross Generation of Heroes |
| Polymar          | Arcade e Wii | Hurricane Polymar                | Cross Generation of Heroes |
| Tekkaman         | Arcade e Wii | Tekkaman: The Space Knight       | Cross Generation of Heroes |
| Tekkaman Blade   | Wii          | Tekkaman Blade: The Space Knight | Ultimate All-Stars         |
| Yatterman Nº1    | Arcade e Wii | Yatterman                        | Cross Generation of Heroes |
| Yatterman Nº2    | Wii          | Yatterman                        | Ultimate All-Stars         |

Notas
- Gold Lightan é um dos subchefes do jogo, ao selecioná-lo, não poderá escolher outro personagem como assistente.
- Casshan é auxiliado em alguns de seus ataques por Friender.
- Doronjo é auxiliada por Boyacky e Tonzra em seus ataques.
- Yatterman N°1 é auxiliado em alguns de seus ataques por Yatterwan.
- Hakushon Daimaou é substituído por Tekkaman Blade na versão Ultimate All-Stars

## Sistema de jogo
Ao contrário dos Crossovers anteriores que utilizam gráficos animados num plano 2D, Tatsunoko vs. Capcom usa cenários bem detalhados e limpos com gráficos 3D num plano 2D, caracterizando um ambiente gráfico 2.5D, o mesmo utilizado em Street Fighter IV. Este tipo de ambiente possibilitou a criação de efeitos especiais muito bonitos e também surpreendentes. Curiosamente, este é o primeiro jogo do tipo Crossover que utiliza ambiente gráfico 2.5D.
O som do jogo traz remixes de alguns temas pertencentes a outras séries da Capcom e também dos animes da Tatsunoko, com destaque para individualidade, isto é, cada personagem possui uma música tema.
O controle não possui os sistemas de ataques complexos utilizando seis botões, como nas séries Marvel vs. Capcom e X-Men vs. Street Fighter, mas de um sistema simples utilizando apenas quatro botões, o mesmo esquema usado por Marvel vs. Capcom 2. Dentre os botões três são de ataques que seguem a ordem; fraco(A), médio(B) e forte(C) sem qualquer distinção entre socos ou chutes e mais um funcionando como assistente(P).
O controle também ganha novas funcionalidades, como avanço e recuo aéreo, semelhante aos de Guilty Gear, também movimentos especiais, com destaque para Variable Combination e Baroque. O primeiro consiste na entrada do assistente executando um movimento especial próprio, enquanto o segundo é um tipo de cancelamento de ataque, quando ativado deixa o personagem brilhando.
O sistema de combos é bastante semelhante aos de Marvel vs. Capcom 2, tanto em solo como no ar. Capcom desenvolveu um novo sistema de combos que se adapta principalmente aos tipos de controle utilizados na plataforma Nintendo Wii, como Arcade, Nunchuk, Wii Remote, controle clássico e GameCube. Apesar das opções de controle os combos não são complicados e podem ser executado por quaisquer jogadores, iniciante ou experiente em jogos de luta.
A empresa também adiciona mais opções nos combos, visando os jogadores mais experientes, entre eles, o já citado Baroque, um tipo de cancelamento de ataque que lembra muito o sistema MAX Mode de The King of Fighters 2002, onde o personagem brilha na cor amarelo. Baroque é ativado pressionando quaisquer botões de ataque mais o botão do assistente, mas se o personagem do time tiver sofrido algum tipo de dano.
Por último a Variable Air Rave, um tipo de ataque que é executado durante o combo aéreo. O jogador poderá utilizar seu assistente no time, mediante ataque específico, como Hadouken de Ryu mais o botão do assistente para completar ou finalizar o combo.

## Crítica
De início a principal crítica foi a exclusividade do jogo Tatsunoko vs. Capcom apenas para o japão, mas os esforços dos fãs somados aos da empresa Capcom trouxeram-no para ocidente. O jogo também teve muitas críticas sobre o limitado número de personagens e também serem pouco conhecidos no ocidente.
Os jogadores possuidores de plataformas como PlayStation 3 e Xbox 360 também criticaram a exclusividade, mesmo no ocidente, de Tatsunoko vs. Capcom para Nintendo Wii. O produtor do jogo Ryota Niitsuma foi enfático ao explicar, que o jogo havia sido "otimizado" para Nintendo Wii, principalmente os recursos gráficos, e por isso uma versão para PlayStation 3 e Xbox 360 levaria a Capcom a desenvolver o jogo a partir do zero, isto é, uma versão otimizada para estas plataformas.
O produtor também não descarta a possibilidade de lançamento para as plataformas PlayStation 3 e Xbox 360, pois uma provável versão para estas plataformas dependeria exclusivamente do comportamento do mercado ocidental, ou seja, o número de vendas do jogo.